# Carlo Federico di Anhalt-Bernburg
Carlo Federico di Anhalt-Bernburg (Bernburg, 13 luglio 1668 – Ballenstedt, 22 aprile 1721) fu principe di Anhalt-Bernburg dal 1718 al 1721.

## Biografia
Carlo Federico era figlio del Principe Vittorio Amedeo di Anhalt-Bernburg e della Contessa Elisabetta del Palatinato-Zweibrücken.
In prime nozze, Carlo sposò la propria cugina, la Principessa Sofia Albertina di Solms-Sonnenwalde, figlia del Conte Giorgio Federico e di sua moglie, la Principessa Anna Sofia di Anhalt-Bernburg, sorella del Principe Vittorio Amedeo.
Da questo matrimonio nacquero i seguenti eredi:
- Elisabetta Albertina, (1693-1774), che sposò il Principe Günther I di Schwarzburg-Sondershausen
- Federico Guglielmo (nato e morto nel 1694)
- Carlotta Sofia (1696-1762), che sposò il Principe Augusto di Schwarzburg-Sondershausen
- Augusta Guglielmina (1697-1767)
- Vittorio Federico (1700-1765), che sposò Luisa di Anhalt-Dessau e, alla morte di questa, Albertina di Brandeburgo-Schwedt
- Federica Enrichetta (1702-1723), che sposò il Principe Leopoldo di Anhalt-Köthen

Dopo la morte della prima moglie, prima di morire contrasse un matrimonio morganatico con Guglielmina Carlotta Nüssler, Contessa di Ballenstedt, dalla quale ebbe due figli:
- Federico, Principe di Bährnfeld (1712-1758)
- Carlo Leopoldo, Conte di Bährnfeld (1717-1769)

## Ascendenza
|                                                    |                                            |                                               | Genitori                                |  |  | Nonni |  |  | Bisnonni                          |  |  | Trisnonni                        |  |
|                                                    |                                            |                                               |                                         |  |  |       |  |  | 8. Cristiano I di Anhalt-Bernburg |  |  | 16. Gioacchino Ernesto di Anhalt |  |
|                                                    |                                            |                                               |                                         |  |  |       |  |  | 8. Cristiano I di Anhalt-Bernburg |  |  | 16. Gioacchino Ernesto di Anhalt |  |
|                                                    |                                            | 17. Agnese di Barby-Mühlingen                 |                                         |  |  |       |  |  | 8. Cristiano I di Anhalt-Bernburg |  |  |                                  |  |
| 4. Cristiano II di Anhalt-Bernburg                 |                                            |                                               |                                         |  |  |       |  |  | 8. Cristiano I di Anhalt-Bernburg |  |  |                                  |  |
|                                                    |                                            | 9. Anna di Bentheim-Tecklenburg               | 18. Arnoldo III di Bentheim-Tecklenburg |  |  |       |  |  |                                   |  |  |                                  |  |
|                                                    |                                            | 9. Anna di Bentheim-Tecklenburg               | 18. Arnoldo III di Bentheim-Tecklenburg |  |  |       |  |  |                                   |  |  |                                  |  |
|                                                    |                                            | 9. Anna di Bentheim-Tecklenburg               | 19. Maddalena di Neuenahr-Alpen         |  |  |       |  |  |                                   |  |  |                                  |  |
| 2. Vittorio Amedeo di Anhalt-Bernburg              |                                            | 9. Anna di Bentheim-Tecklenburg               |                                         |  |  |       |  |  |                                   |  |  |                                  |  |
|                                                    |                                            | 10. Giovanni di Schleswig-Holstein-Sonderburg | 20. Cristiano III di Danimarca          |  |  |       |  |  |                                   |  |  |                                  |  |
|                                                    |                                            | 10. Giovanni di Schleswig-Holstein-Sonderburg | 20. Cristiano III di Danimarca          |  |  |       |  |  |                                   |  |  |                                  |  |
|                                                    |                                            | 10. Giovanni di Schleswig-Holstein-Sonderburg | 21. Dorotea di Sassonia-Lauenburg       |  |  |       |  |  |                                   |  |  |                                  |  |
| 5. Eleonora Sofia di Schleswig-Holstein-Sonderburg |                                            | 10. Giovanni di Schleswig-Holstein-Sonderburg |                                         |  |  |       |  |  |                                   |  |  |                                  |  |
|                                                    |                                            | 11. Agnese Edvige di Anhalt                   | 22. Gioacchino Ernesto di Anhalt (= 16) |  |  |       |  |  |                                   |  |  |                                  |  |
|                                                    |                                            | 11. Agnese Edvige di Anhalt                   | 22. Gioacchino Ernesto di Anhalt (= 16) |  |  |       |  |  |                                   |  |  |                                  |  |
|                                                    |                                            | 11. Agnese Edvige di Anhalt                   | 23. Eleonora di Württemberg             |  |  |       |  |  |                                   |  |  |                                  |  |
| 1. Carlo Federico di Anhalt-Bernburg               |                                            | 11. Agnese Edvige di Anhalt                   |                                         |  |  |       |  |  |                                   |  |  |                                  |  |
|                                                    | 12. Giovanni II del Palatinato-Zweibrücken | 24. Giovanni I del Palatinato-Zweibrücken     |                                         |  |  |       |  |  |                                   |  |  |                                  |  |
|                                                    | 12. Giovanni II del Palatinato-Zweibrücken | 24. Giovanni I del Palatinato-Zweibrücken     |                                         |  |  |       |  |  |                                   |  |  |                                  |  |
|                                                    | 12. Giovanni II del Palatinato-Zweibrücken | 25. Maddalena di Jülich-Kleve-Berg            |                                         |  |  |       |  |  |                                   |  |  |                                  |  |
| 6. Federico del Palatinato-Zweibrücken-Veldenz     | 12. Giovanni II del Palatinato-Zweibrücken |                                               |                                         |  |  |       |  |  |                                   |  |  |                                  |  |
|                                                    |                                            | 13. Luisa Giuliana del Palatinato-Simmern     | 26. Federico IV del Palatinato          |  |  |       |  |  |                                   |  |  |                                  |  |
|                                                    |                                            | 13. Luisa Giuliana del Palatinato-Simmern     | 26. Federico IV del Palatinato          |  |  |       |  |  |                                   |  |  |                                  |  |
|                                                    |                                            | 13. Luisa Giuliana del Palatinato-Simmern     | 27. Luisa Giuliana di Nassau            |  |  |       |  |  |                                   |  |  |                                  |  |
| 3. Elisabetta del Palatinato-Zweibrücken-Veldenz   |                                            | 13. Luisa Giuliana del Palatinato-Simmern     |                                         |  |  |       |  |  |                                   |  |  |                                  |  |
|                                                    |                                            | 14. Guglielmo Luigi di Nassau-Saarbrücken     | 28. Luigi II di Nassau-Weilburg         |  |  |       |  |  |                                   |  |  |                                  |  |
|                                                    |                                            | 14. Guglielmo Luigi di Nassau-Saarbrücken     | 28. Luigi II di Nassau-Weilburg         |  |  |       |  |  |                                   |  |  |                                  |  |
|                                                    |                                            | 14. Guglielmo Luigi di Nassau-Saarbrücken     | 29. Anna Maria d'Assia-Kassel           |  |  |       |  |  |                                   |  |  |                                  |  |
| 7. Anna Giuliana di Nassau-Dillenburg              |                                            | 14. Guglielmo Luigi di Nassau-Saarbrücken     |                                         |  |  |       |  |  |                                   |  |  |                                  |  |
|                                                    |                                            | 15. Anna Amalia di Baden-Durlach              | 30. Giorgio Federico di Baden-Durlach   |  |  |       |  |  |                                   |  |  |                                  |  |
|                                                    |                                            | 15. Anna Amalia di Baden-Durlach              | 30. Giorgio Federico di Baden-Durlach   |  |  |       |  |  |                                   |  |  |                                  |  |
|                                                    |                                            | 15. Anna Amalia di Baden-Durlach              | 31. Giuliana Ursula di Salm-Neufville   |  |  |       |  |  |                                   |  |  |                                  |  |
|                                                    |                                            | 15. Anna Amalia di Baden-Durlach              |                                         |  |  |       |  |  |                                   |  |  |                                  |  |